# Frank Duffy (curler)
Frank Duffy (ur. 27 sierpnia 1959 w Wester Glasslie, zm. 16 grudnia 2010) – szkocki curler, wózkarz, dwukrotny mistrz świata w curlingu na wózkach, srebrny medalista Zimowych Igrzysk Paraolimpijskich 2006.

## Życiorys
Duffy zaczął grać w curling w wieku 12 lat. W wieku 35 lat doznał wypadku i od tamtej pory cierpi na paraplegię.
Duffy jako kapitan reprezentacji wystąpił na MŚ 2002. Szkoci awansowali do półfinałów, gdzie przegrali 2:8 z Kanadą (Chris Daw), zdobyli jednak brązowe medale pokonując w małym finale 6:0 Szwedów (Jalle Jungnell). Na następnych mistrzostwach w 2004, Szkoci także awansowali do fazy play-off. Tym razem w półfinale pokonali Kanadę (Chris Daw) 10:4 i zdobyli złote medale pokonując obrońców tytułu, Szwajcarów (Urs Bucher) 6:3.
Podczas MŚ 2005 zespół Duffy'ego obronił tytuł mistrzowski. W półfinale Szkoci okazali się lepsi od Szwajcarów (Urs Bucher) a w finale pokonali 7:6 Duńczyków (Kenneth Ørbæk). Rok później Duffy reprezentował Wielką Brytanię na pierwszym paraolimpijskim turnieju w curlingu na wózkach. Po wcześniejszych sukcesach jego drużyna była typowana do zdobycia złotego medalu. Szkoci dotarli do finału, przegrali jednak 4:7 na korzyść Kanady (Chris Daw).

## Drużyna
|           | Czwarty/-a  | Trzeci/-a         | Drugi/-a          | Otwierający/-a |
| --------- | ----------- | ----------------- | ----------------- | -------------- |
| 2005/2006 | Frank Duffy | Michael McCreadie | Tom Killin        | Angie Malone   |
| 2003/2005 | Frank Duffy | Michael McCreadie | Ken Dickson       | Angie Malone   |
| 2001/2002 | Frank Duffy | Alex Harvey       | Michael McCreadie | Elaine Lister  |